# Robert Priestley
Robert Priestley (New York, 12 giugno 1901 – San Diego, 27 novembre 1986) è stato uno scenografo statunitense.

## Filmografia parziale
- Comando segreto (Secret Command), regia di A. Edward Sutherland (1944)
- Gilda, regia di Charles Vidor (1946)
- L'isola sconosciuta (Unknown Island), regia di Jack Bernhard (1948)
- Damasco '25 (Sirocco), regia di Curtis Bernhardt (1951)
- Gli ammutinati dell'Atlantico (Mutiny), regia di Edward Dmytryk (1952)
- La freccia nella polvere (Arrow in the Dust), regia di Lesley Selander (1954)
- Picnic, regia di Joshua Logan (1955)
- Marty, vita di un timido (Marty), regia di Delbert Mann (1955)
- Rappresaglia (Reprisal!), regia di George Sherman (1956)
- A 30 milioni di km. dalla Terra (20 Million Miles to Earth), regia di Nathan Juran (1957)
- Quel treno per Yuma (3:10 to Yuma), regia di Delmer Daves (1957)
- Sayonara, regia di Joshua Logan (1957)
- Karamazov (The Brothers Karamazov), regia di Richard Brooks (1958)
- Qualcuno verrà (Some Came Running), regia di Vincente Minnelli (1958)
- Le avventure di Huck Finn (The Adventures of Huckleberry Finn), regia di Michael Curtiz (1960)
- I comanceros (The Comancheros), regia di Michael Curtiz (1961)
- Le avventure di un giovane (Hemingway's Adventures of a Young Man), regia di Martin Ritt (1962)
- La veglia delle aquile ((A Gathering of Eagles), regia di Delbert Mann (1963)
- Cammina, non correre (Walk Don't Run), regia di Charles Walters (1966)
- La calda notte dell'ispettore Tibbs (In the Heat of the Night), regia di Norman Jewison (1967)